# Jouars-Pontchartrain
Jouars-Pontchartrain is een gemeente in het Franse departement Yvelines (regio Île-de-France) en telt 5.814 inwoners (2021). De plaats maakt deel uit van het arrondissement Rambouillet.

## Geografie
De oppervlakte van Jouars-Pontchartrain bedraagt 9,6 km², de bevolkingsdichtheid is 513,8 inwoners per km².
De onderstaande kaart toont de ligging van Jouars-Pontchartrain met de belangrijkste infrastructuur en aangrenzende gemeenten.

## Demografie
Onderstaande figuur toont het verloop van het inwonertal (bron: INSEE-tellingen).

## Overleden
- Yves Allégret (1905-1987), Frans filmregisseur